# Seattle SuperSonics
Seattle SuperSonics foi um time de basquete da National Basketball Association, fundado em 1967 e localizado em Seattle, Washington. No final da temporada 2007/2008 anunciou a mudança para Oklahoma City, encerrando assim as atividades da franquia na cidade de Seattle. Também conhecido como The Sonics, tinha por cores o verde e o amarelo.

## História
O time foi fundado em 1967, o nome foi inspirado no projeto do Boeing 2707. O time foi campeão da NBA em 1979, alem de duas vezes  vice-campeão, em 1978 e 1996. Seu mascote oficial era o Pé-grande (Sasquatch), lendário monstro do folclore americano.
Em 2006, o time foi adquirido por um grupo de investidores liderados por Clay Bennett, natural de  Oklahoma City. Bennett queria realocar o time para o Oklahoma, e foi processado pela prefeitura de Seattle por ter comprado o time sem querer mantê-lo lá. Então Bennett deu um ultimato, que mantinha o time caso a KeyArena fosse restaurada ou uma nova arena fosse construída na região. Após tentativas de financiamento falharem, a franquia se mudou para Oklahoma em 2008, e rebatizado Oklahoma City Thunder. De acordo com os novos proprietários, o nome, logo e cores do SuperSonics estão disponíveis para serem utilizados por um possível time da NBA em Seattle.

## Jogadores
Entre suas maiores estrelas de todos os tempos estão:
- Fred Brown
- Gus Williams
- Jack Sikma
- Spencer Haywood
- Dennis Johnson
- Lenny Wilkens
- Nate McMillan
- Xavier McDaniel
- Gary Payton
- Shawn Kemp
- Ray Allen
- Kevin Durant
- Hersey Hawkins
- Detlef Schrempf